# Telekértékadó
A telekértékadó (TÉA) a telek – elsősorban bérleti, másodsorban adásvételi – értékére kivetett, rendszeresen fizetendő illeték, amelybe nem számítanak bele a telken található épületek, egyéb személyes tulajdonok és fejlesztések.
A telekértékadót jelenleg Dániában, Észtországban, Litvániában, Oroszországban, Szingapúrban, és Tajvanon alkalmazzák; Ausztrália, Mexikó, és az Egyesült Államok (pl. Pennsylvania ) egyes részein is alkalmazták korábban kisebb mértékben. Magyarországon is érvényben volt a második világháború előtt egy alacsony mértékű TÉA.
A telektulajdonosok gyakran jelentős politikai befolyással rendelkeznek, ami magyarázatot adhat a TÉA eddigi korlátozott elterjedésére.

## Működése
Az adó mértékének a megállapításához a telket a rajta található fejlesztések figyelmen kívül hagyásával kell vizsgálni (mintha képzeletben üresen állna a telek). Egy adott terület egységnyi felszínéhez tartozó értéket számos tényező befolyásolja. Ezek a tényezők alapvetően két csoportra bonthatóak:

#### A telek környezetéből, elhelyezkedéséből eredő értékére ható tényezők (nem teljes lista)
- Oktatási intézmények közelsége
- Egészségügyi intézmények közelsége
- Burkolt közutak közelsége és azok állapota, illetve forgalma
- Közművesítés elérhetősége
- Kilátás
- A környék hulladékkezelése és vízkezelése
- Éghajlati sajátosságok
- Közelség egyéb közintézményekhez
- Kiskereskedelmi egységek, vendéglátóipari egységek közelsége
- Benzinkutak közelsége
- Turisztikai látványosságok közelsége
- Egyéb kulturális és sportlétesítmények közelsége
- Tömegközlekedési csomópontok, repterek elérhetősége
- Zöldterületek közelsége
- Légszennyezettség
- Zajszennyezettség
- Egyéb környezeti terhelések
- Környezeti katasztrófák valószínűsége
- Helyi népsűrűség
- A környék átlagos/medián keresete
- Bűnözési ráta

#### A telek értékére kiható belső tulajdonságai (nem teljes lista)
- A telek meredeksége (pl meredek hegyoldalak kevésbé értékesek, mint alföldi területek ilyen szempontból)
- Hozzáférhetőség
- A telek geometriája
- A telken található természeti kincsek (ásványok, víz, stb.)
- Telektulajdonosi szerkezet (pl. az adó mértéke növekedhet olyan tulajdonosok esetén, akiknek egynél több lakóingatlanjuk van)
- Sarok- vagy köztes parcella
- Talajminőség

Ezeknek a tényezőknek a figyelembevételével megállapítható az egyes parcellák négyzetméterenkénti értéke. Ebből a parcellák teljes területével történő felszorzással megkapható az adóalany telkének a teljes értéke, ami után az adót köteles fizetni. Fontos, hogy az értékbecslés módszerei egységesek legyenek, és az értéket néhány évente újra fel kell mérni.
A TÉA bevezetésénél ügyelni kell arra, hogy annak mértéke elegendően magas legyen, de nem annyira, hogy az ingatlanok tömeges elhagyásához vezessen.

## Gazdasági tulajdonságok
A telekértékadót a közgazdászok többsége előnyben részesíti, mivel nem torzítja a piacot, és csökkenti az egyenlőtlenségeket. A telekértékadó progresszív, mivel az adóteher a telkek értékével és nagyságával arányosan a telektulajdonosokra hárul, illetve a birtokolt telkek száma és nagysága pozitívan korrelál a vagyonnal és a jövedelemmel.

### Hatékonyság

A telekértékadó hatásait bemutató kereslet-kínálat diagram. Mivel a létező telkek száma fix, az adó terhe teljes mértékben a telektulajdonost terheli. A telkek után beszedhető járadékok és a telkek mennyisége nem változik, azaz nincs holtteher-veszteség sem.

A legtöbb adó torzítja a gazdasági folyamatokat. Például az ingatlanadók visszatartják az építkezést, a karbantartást és a javítást, mert az adók a fejlesztések mértékével nőnek, az SZJA csökkentheti a foglalkoztatási rátát, az ÁFA csökkentheti a forgalmat. Az ilyen jelenségeket holtteher-veszteségnek hívja a közgazdaságtan. Ezzel szemben a TÉA nem okoz holtteher-veszteséget. A telekértékadónak akár negatív holtteher-vesztesége is lehet, különösen, ha a felhasznált telkek aránya és a felhasználásuk módja javul.
A telek lakói és tulajdonosai részesülnek a telkek környezetében végzett fejlesztésekből (pl. új vasútállomás, kórház vagy egyetem építése). Az ilyen fejlesztések jobbra tolják el a bérlők keresleti görbéjét (többet fognak fizetni) a fejlesztések környezetében. A telektulajdonosok profitálnak ilyen esetben a bérlők közötti árversenyből. A TÉA közvetlen hatása ebben az esetben az, hogy csökkenti a telekbirtokosok által a telkek révén privatizált szociális juttatások összegét.
Az TÉA hatékonyságát a gyakorlatban is megfigyelték. Fred Foldvary megállapította, hogy a TÉA visszatartja a spekulatív telekbirtoklást, mivel az adó a telekérték változásait tükrözi (mindkét irányba), és arra ösztönzi a telektulajdonosokat, hogy a nagy keresletű, de üres telkeket átalakítsák, vagy eladják. Foldvary azt is megállapította, hogy a TÉA növeli a beruházásokat a kihaló félben lévő városi területeken, mivel a fejlesztések nem járnak adóteherrel. Ez viszont csökkenti a távoli helyszínekre való építkezés ösztönzését, és így visszafogja a városok szétfolyását. Például a pennsylvaniai Harrisburgben 1975 óta működik TÉA, aminek hatására az üres belvárosi épületek száma lecsökkent 1982-re 4200-ról 500 alá.
A TÉA vitathatatlanul ökoadó, mert megakadályozza a kiváló helyszínek pazarló használatát. Sok várostervező szerint, a TÉA hatékony módszer a tranzitorientált fejlesztés elősegítésére.

### A TÉA hatása az ingatlanértékekre
A telkek értéke azt a jövedelmet tükrözi, amelyet az idő múlásával azok biztosítani tudnak. Ez az érték a piac által meghatározott telekbérlettel mérhető. A telekbérlet jelenértéke a telkek adásvételi árainak az alapja. A TÉA csökkenti a bérbeadó által beszedhető járadékokat (mivel az adó okozta többletterhek nem háríthatóak át, ld. az "Adóterhelés" alfejezetet), aminek következtében a telkek ára is csökken ceteris paribus. A hatékonyságnövekedés következtében a földbérleti díj is csökkenhet, ha a spekulánsok felhagynak a kihasználatlan telkek felhalmozásával.
Az ingatlanbuborékok a megtakarításokat járadékvadász tevékenységekbe csatornázzák más produktívabb befektetések helyett, és hozzájárulhatnak a recesszióhoz . A TÉA támogatói szerint a telekértékadó produktív vállalkozásokra ösztönzi a befektetőket.

### Adóterhelés
A TÉA progresszív adónak minősül, mivel annak mértéke a telek nagyságától és minőségétől függ, és az legértékesebb telkeket általában gazdagabb emberek birtokolják. Mivel a föld mennyisége rögzített, az adóteher nem hárítható át magasabb bérleti díjként vagy alacsonyabb bérként a bérlőkre, fogyasztókra vagy munkavállalókra, mivel Ricardo járadéktörvénye alapján a telektulajdonosok már eleve minden körülmények között a piac által megtűrhető legmagasabb bérleti díjat szabják ki, ami fölött már nem találhatóak vevők.

## Fordítás
Ez a szócikk részben vagy egészben  a   Land value tax című angol Wikipédia-szócikk ezen változatának fordításán alapul.  Az eredeti cikk szerkesztőit annak laptörténete sorolja fel. Ez a jelzés csupán a megfogalmazás eredetét és a szerzői jogokat jelzi, nem szolgál a cikkben szereplő információk forrásmegjelöléseként.